# The Mousetrap and Other Plays
The Mousetrap and Other Plays är en samling pjäser av den brittiska deckarförfattaren Agatha Christie utgiven i Storbritannien 1978. De åtta pjäserna hade tidigare publicerats var för sig mellan 1944 och 1960, och alla utom Domslut är bearbetningar av tidigare publicerade verk av Christie.

## Innehåll
| Titel                 | Original publicering | Förlag (Alla London) | Källa                                                               |
| --------------------- | -------------------- | -------------------- | ------------------------------------------------------------------- |
| Och så var de bara en | 1944                 | Samuel French Ltd.   | Byggd på romanen Tio små negerpojkar från 1939.                     |
| Döden till mötes      | 1945                 | Samuel French Ltd.   | Byggd på romanen Döden till mötes (pjäs) från 1938                  |
| Gropen                | 1952                 | Samuel French Ltd.   | Byggd på romanen Gropen från 1946                                   |
| Råttfällan            | 1954                 | Samuel French Ltd.   | Utökad version av radiopjäsen Tre blinda möss                       |
| Åklagarens vittne     | 1954                 | Samuel French Ltd.   | Byggd på novellen Åklagarens vittne från 1925                       |
| Klockan K             | 1957                 | Samuel French Ltd.   | Tillsammans med Gerald Verner; byggd på romanen Klockan K från 1944 |
| Domslut               | 1958                 | Samuel French Ltd.   | Originalpjäs                                                        |
| Go Back for Murder    | 1960                 | Samuel French Ltd.   | Byggd på romanen Fem små grisar från 1942                           |